# Rudie Kagie

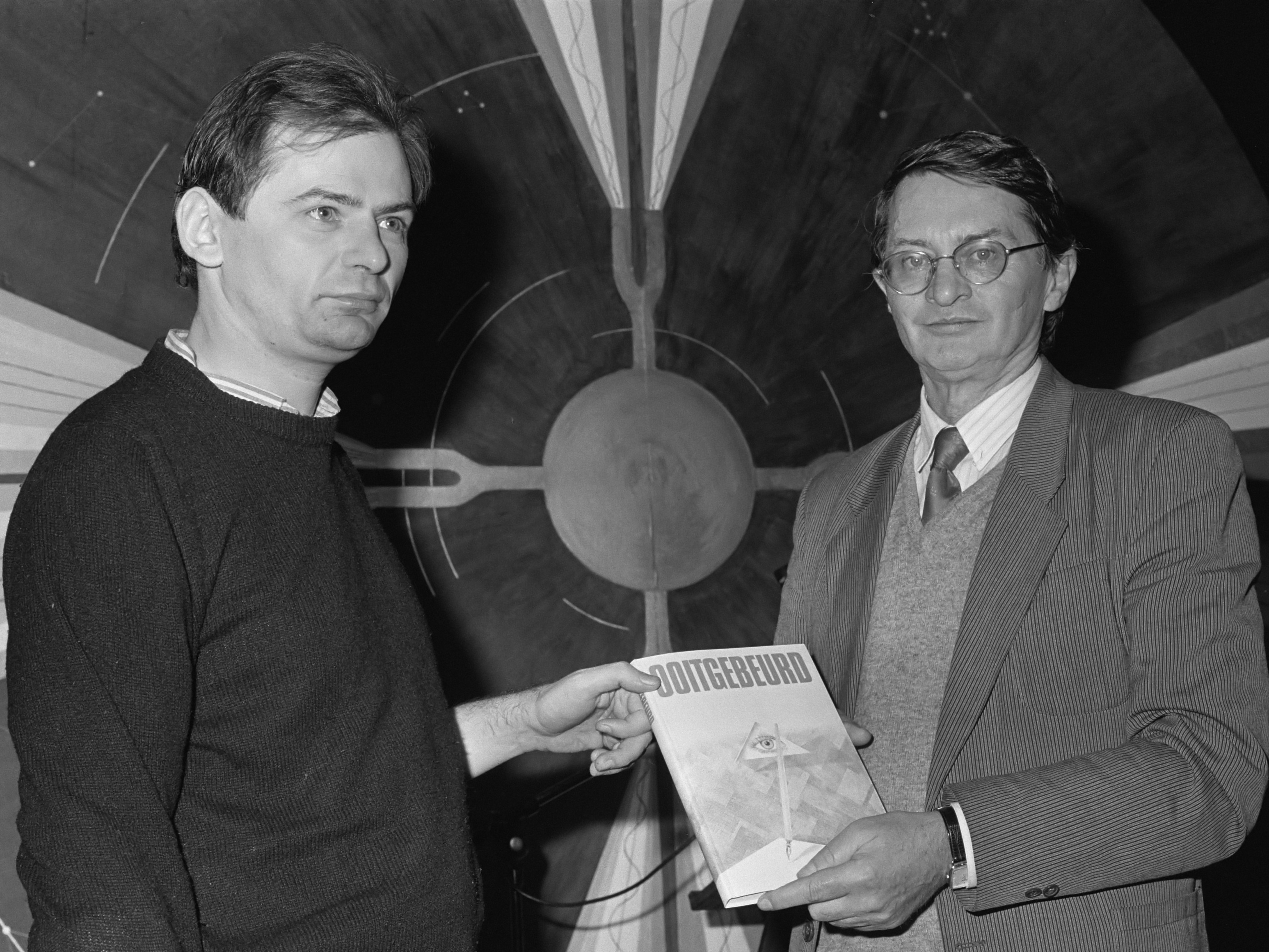
Rudie Kagie (l.) en Remco Campert bij de presentatie van Ooit Gebeurd (1986)

Rudolf (Rudie) Kagie (Den Haag, 1950) is een Nederlandse journalist. Kagie schreef in 1972 zijn eerste artikel voor het weekblad Vrij Nederland. Tot 1992 was hij werkzaam als free lance journalist, en daarna tot 2014 als redacteur van Vrij Nederland.  Vanaf mei 2016 is Kagie hoofdredacteur van het Kring Magazine, een uitgave van de Amsterdamse sociëteit De Kring. Hij is een van de oprichters van de tweewekelijks op papier verschijnende opiniekrant Argus, waarvan het eerste nummer op 7 maart 2017 verscheen. Met Paul Arnoldussen, de andere initiatiefnemer, vormt hij de hoofdredactie. 
Rudie Kagie publiceerde boeken over diverse maatschappelijke onderwerpen en twee 'memoirs'.

## Biografie
Na de echtscheiding van zijn ouders woonde Kagie van 1960 tot 1965 in kindertehuis Nieuw Voordorp te Voorschoten. Hij wilde journalist worden en via de plaatselijke journalist Joop Peeters verschenen zijn eerste stukjes in regionale bladen. Kagie studeerde Nederlandse taal en letterkunde in Amsterdam, maar brak zijn studie af om te gaan schrijven.
Kagie werkte enige tijd als correspondent in Suriname en schreef Een gewezen wingewest (1980) over Suriname voor en na de Sergeantencoup, en dertig jaar later Bikkel (2012) over de dood van Fred Ormskerk.

In De papieren heilstaat (1992) legde hij zijn ontgoocheling vast toen bleek dat ze het in Albanië toch wat minder voor elkaar hadden dan hij zich altijd had voorgesteld. Een jaar later verscheen Een passie voor New York (1993).
Een langdurige observatie van de SP mondde uit in het boek De socialisten (2004). In datzelfde jaar verscheen ook zijn ontluisterend portret van Boudewijn Büch.
Over zijn verblijf in het kindertehuis schreef hij het autobiografische Schuifkaas (2011). Zes jaar later kwam een vervolg, Hopman (2017), een persoonlijk relaas over zijn relatie met een jeugdleider die zich zou opwerpen als zijn pleegvader.